# Lucio San Pedro

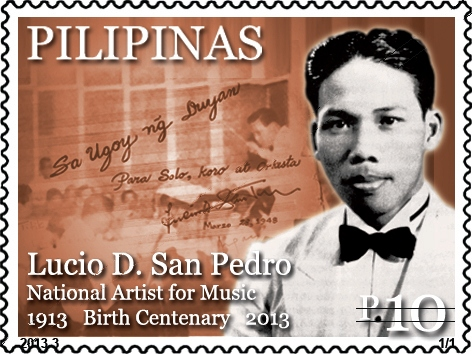
Philippinische Briefmarke zum 100. Geburtstag von Lucio San Pedro im Jahr 2013

Lucio San Pedro (* 11. Februar 1913 in Angono; † 31. März 2002 in Quezon City) war ein philippinischer Komponist und Musikpädagoge.

## Leben und Werk
Lucio San Pedro studierte bei Antonio Buenaventura am University of the Philippines Conservatory of Music in Manila sowie später bei Bernard Wagenaar und Vittorio Giannini (Harmonie und Orchestration) an der Juilliard Graduate School of Music in New-York.
Er wirkte als Professor am University of the Philippines Conservatory of Music. Seine Kompositionen umfassen unter anderem die Symphonischen Dichtungen Man over the Hills (1952), The Transfiguration of Christ (1958) und Lahing Kayumanggi (1961), ein Violinkonzert in D moll (1948), ein Divertimento für Flöte, Oboe, Klarinette und Fagott (1959) sowie José Rizals Abschiedsgedichte für Chor und Orchester (1952).
Die philippinische Präsidentin Corazon Aquino ernannte Lucio San Pedro am 9. Mai 1991 zum Nationalkünstler der Philippinen.